# Jock Bruce-Gardyne
John Bruce-Gardyne, baron Bruce-Gardyne (12 avril 1930 - 15 avril 1990), est un homme politique du Parti conservateur britannique.

## Biographie
Fils du capitaine Evan Bruce-Gardyne, 13e Laird de Middleton, et membre d'une famille écossaise basée dans le comté d'Angus depuis au moins 1008 apr. J.-C., il est né à Chertsey, Surrey. Il fait ses études à la Twyford School, au Winchester College et au Magdalen College d'Oxford, puis sert pendant six ans au service extérieur avant de devenir journaliste. Il est membre du conseil du Bow Group.
Aux élections générales de 1964, il est élu député de South Angus, où se trouvaient tous les sièges familiaux du château de Gardyne, du château de Finavon et de Middleton. Il occupe le siège jusqu'aux élections générales d'octobre 1974, quand il perd face à Andrew Welsh du Parti national écossais. Bruce-Gardyne est ensuite élu député de Knutsford lors d'une élection partielle en 1979, mais quitte la Chambre des communes lorsque le siège est aboli par des changements de limites pour les élections générales de 1983. Il est monétariste mais est opposé à la guerre des Malouines et est un député indépendant d'esprit. Sa publication bien connue, Meriden: Odyssey Of A Lame Duck, attaque avec virulence la création par Tony Benn de la coopérative des travailleurs Meriden pour continuer la production de Triumph Motorcycles. Il est remplacé dans le nouveau siège Tatton par Neil Hamilton. Il est créé pair à vie avec le titre de baron Bruce-Gardyne, de Kirkden dans le district d'Angus, le 7 octobre 1983.
Il épouse Sally Louisa Mary Maitland, fille du commandant John Maitland, en 1959. Il est mort d'une Tumeur du cerveau à Kensington et Chelsea à l'âge de soixante ans.